# Aquarium de Gênes
L’Aquarium de Gênes est un aquarium italien situé en Ligurie, à Gênes. Il se trouve plus précisément à ponte Spinola, proche des anciens arsenaux sur les quais du port de Gênes. Il comprend l'un des trois delphinariums italiens, et y présente onze grands dauphins.
Il est la propriété du Port Antique de Gênes (it), mais est géré par le groupe italien Costa Edutainment, qui gère aussi deux autres delphinariums (Mediterraneo Marine Park et Oltremare).

## L’édifice
Sa construction s’inscrit dans un projet global d’urbanisme - piloté par l’architecte Renzo Piano - visant à rénover le cœur du centre historique génois pour les besoins de l’Exposition spécialisée de 1992, qui célèbre le cinquième centenaire de la découverte du Nouveau Monde par Christophe Colomb. 
L’aménagement intérieur est l’œuvre de l’architecte Peter Chermayeff qui conçoit un espace muséal de 10 000 m2  sur deux niveaux donnant l’impression au visiteur d’être sous l’eau.

## L’aquarium

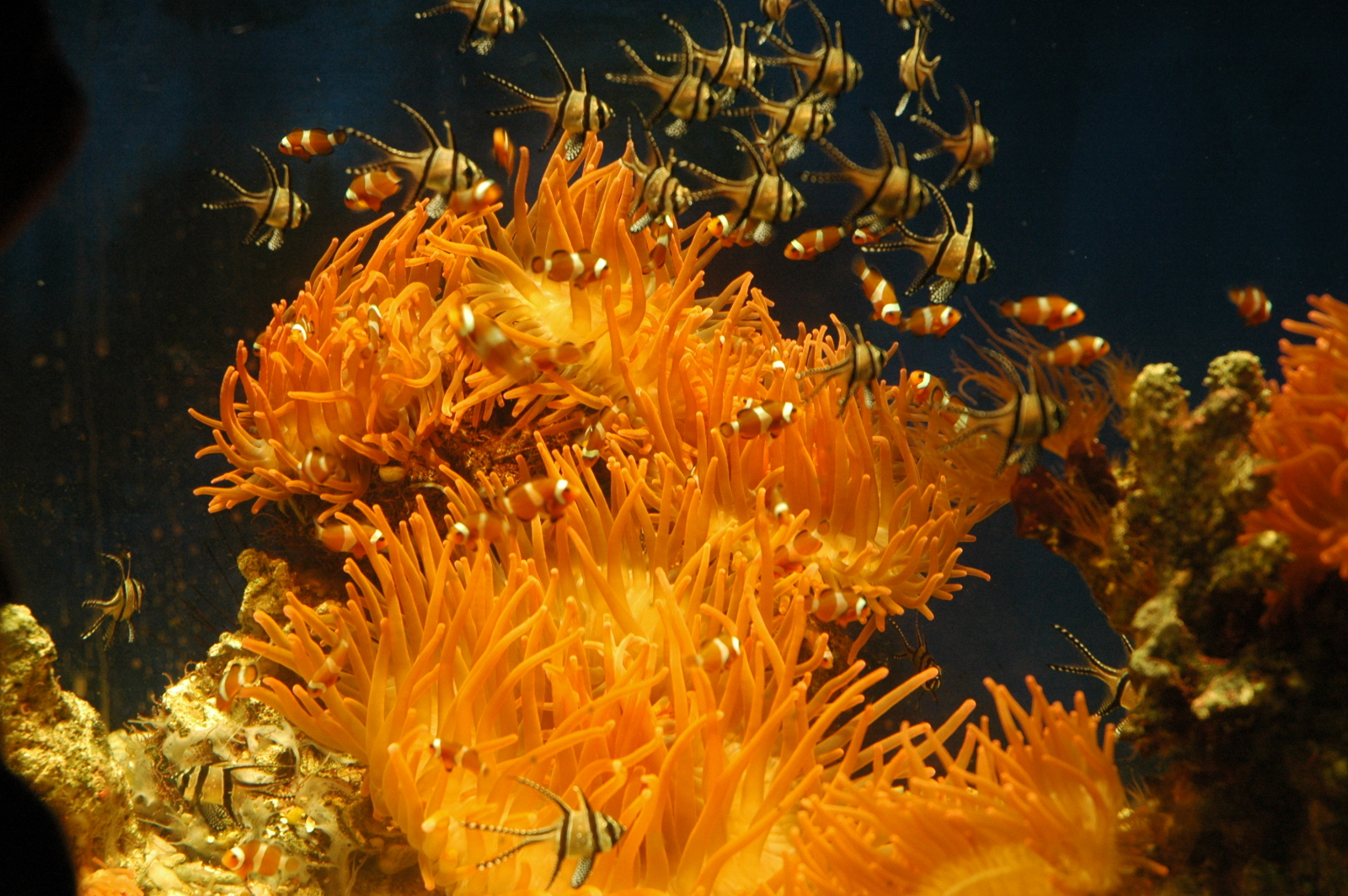
Récifs de coraux

Ouvert au public le 12 octobre 1993, il offre des collections réparties dans 70 bassins d‘exposition qui accueillent 800 espèces animales vertébrés et invertébrés (pour un total de 10 000 animaux) et 200 espèces végétales.
En Europe, il est l’aquarium qui propose le plus grand nombre d’écosystèmes
naturels ; tropicaux, méditerranéens, et d’eau douce. Les points forts des collections sont la reconstitution d’une lagune de Madagascar ainsi que 4 grands bassins océaniques avec ses écosystèmes reproduits et les animaux qui y vivent : les phoques, les tortues, les dauphins, les requins, la barrière de récif corallien des Caraïbes.
Le plus grand bassin à un volume de 1 200 000 litres.

## Ses missions

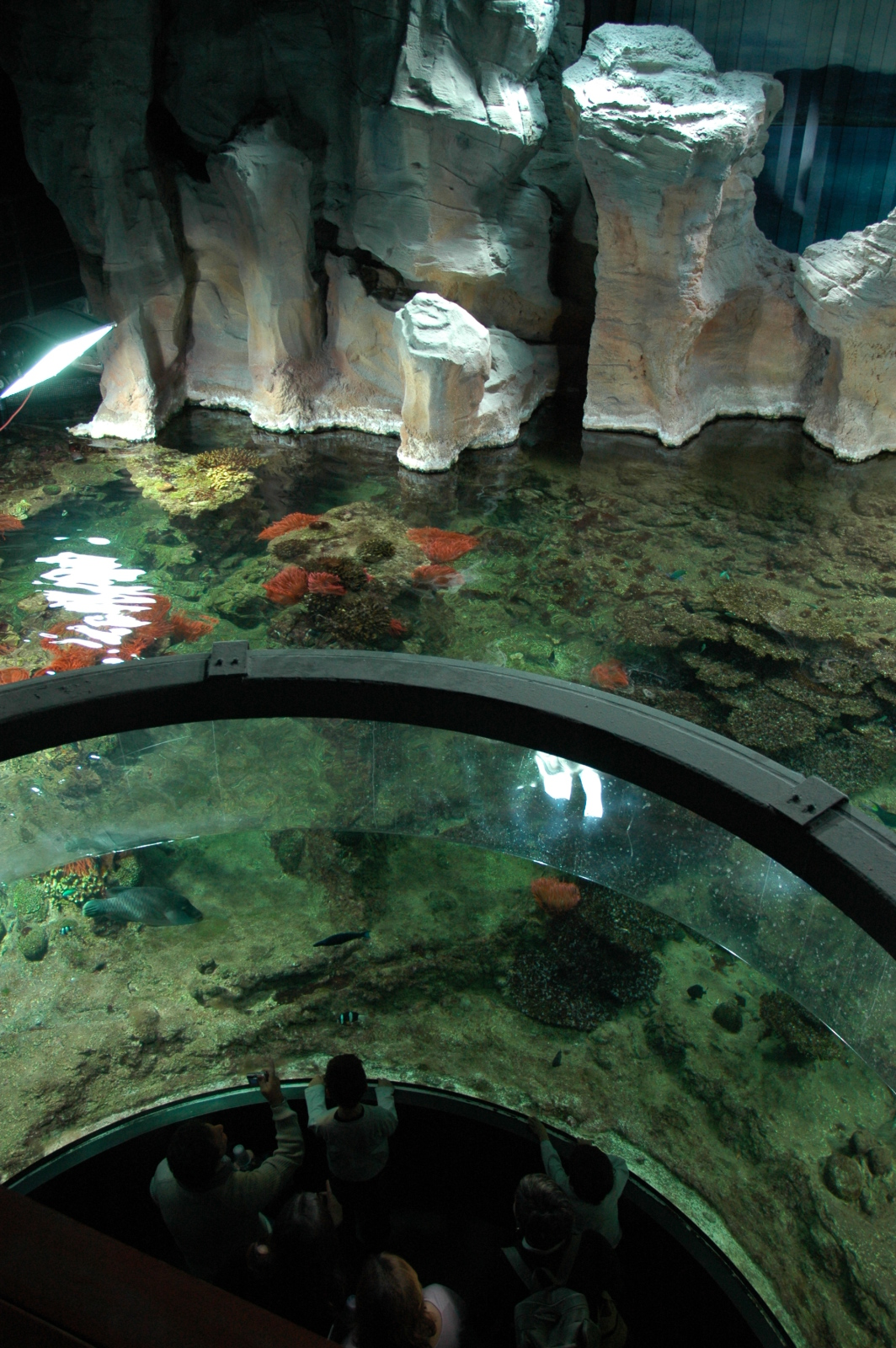
Bassin intérieur

Outre la présentation des spécimens aquatiques, l’aquarium a aussi pour mission de sensibiliser le public au patrimoine naturel marin. Des outils spécifiques sont mis à la disposition des écoliers et des collégiens, visites guidées, parcours thématiques, laboratoires didactiques. Il est associé à de nombreuses organisations scientifiques nationales telle la Société italienne des Sciences naturelles, et internationales comme la WOC World Ocean Network, EAC (European Aquariums Curators), IZEA (International Zoo Educators Association). Il collabore avec la communauté scientifique et participe à des activités de recherches menées en collaboration avec différentes universités italiennes et étrangères.

## Fréquentation
Il recevrait 1 300 000 visiteurs par an.[réf. nécessaire]